# Samsunspor
Samsunspor Kulübü oder kurz Samsunspor ist ein türkischer Fußballverein aus Samsun. Der Verein spielte ab dem Sommer 1969 mit kurzen Unterbrechungen auf alle nachfolgenden Jahrzehnte verteilt 30 Spielzeiten in der Süper Lig und befindet sich in deren Ewigen Tabelle auf dem 10. Platz. Damit ist der Verein hinter dem großen Erzrivalen Trabzonspor der beständigste Schwarzmeer-Vertreter der höchsten türkischen Spielklasse. In der zweiten Hälfte der 1980er Jahre spielte der Verein um die Tabellenspitze mit und war einer der stärksten türkischen Fußballvereine. Diese Periode endete mit einem tragischen Verkehrsunfall des Mannschaftsbusses, der sich im Januar 1989 ereignete und mehrere Tote und Verletzte aus dem Mannschaftskader zur Folge hatte. Dieser Unfall wird eng mit der Vereinshistorie in Verbindung gebracht und gilt als eine der größten Tragödien des türkischen Fußballs. Eine zweite Erfolgsperiode erlebte der Klub in den 1990er Jahren. Der Verein gilt im professionellen Fußball der Türkei als Fahrstuhlmannschaft, indem der Verein der Rekord-Auf- und -Absteiger der Süper-Lig-Historie ist.

## Geschichte

### Wappen
Das Wappen zeigt den Gründer der Türkei Atatürk auf einem Pferd reitend. Das Vorbild für diese Darstellung ist eine Statue, die der Bildhauer Heinrich Krippel 1931 für die Stadt Samsun errichtete.

### Gründung
Der Verein Samsunspor wurde 1965 durch die Fusion von vier Amateurmannschaften aus Samsun – 19 Mayıs, Fener Gençlik, Akınspor und Samsunspor – gegründet. Der neu entstandene Verein wurde zum Profifußballverein. Die jetzigen Vereinsfarben sind rot und weiß. Zusätzlich wurde nach einem tragischen Unfall im Jahre 1989 auf dem Weg zu einem Auswärtsspiel nach Malatya die Farbe schwarz als Symbol der Trauer hinzugefügt. Das Symbol des Vereins ist eine Darstellung des Atatürk-Denkmals der Stadt. Samsunspor ist der einzige türkische Profifußballverein, der den Gründer der Republik Türkei auf dem Wappen trägt.

### Unfall 1989 und Abstieg
Am 19. Januar 1989 reiste die Mannschaft von Samsunspor zum Auswärtsspiel nach Malatya. Der Vereinsbus prallte mit einem Lastwagen zusammen. Beim Unfall verloren der Trainer Nuri Asan, die Spieler Mete Adanır, Muzaffer Badaloğlu, Zoran Tomiç und der Busfahrer Asim Özkan ihr Leben. Weitere Spieler wie Yüksel Özan, Emin Kar, Erol Dinler, Şanver Göymen, Kasim Çıkla, Yüksel Öğüten und Halil Albayrak wurden teilweise sehr schwer verletzt. Emin Kar, Erol Dinler und Yüksel Öğüten mussten ihre Karriere beenden. Das heutige Trainingsgelände wurde nach dem damals verstorbenen Trainer Nuri Asan benannt.
Wegen dieses Unfalls konnte Samsunspor in der Saison 1988–1989 nicht in der Süper Lig spielen und sämtliche Begegnungen wurden mit 0:3 für die Gegner gewertet. Der türkische Fußballverband Türkiye Futbol Federasyonu (TFF) beschloss, dass der Verein trotzdem erstklassig blieb.
In der darauf folgenden Saison stieg der Verein in die 2. Liga ab.

### Erstliga-Zeit 1992 bis 2006
Von der Saison 1992/93 bis 2005/2006 spielte der Verein durchgehend in der ersten Liga. Samsunspor gewann einmal den Titel des Balkanpokals. Zwar nahm der Verein noch nie am Europacup teil, qualifizierte sich jedoch zweimal für den UI-Cup und spielte damals u. a. auch gegen den Hamburger SV und Werder Bremen. In der Saison 1997/98 wurde der Club von dem ehemaligen deutschen Nationalspieler Horst Hrubesch trainiert. In der Saison 2005/2006 belegte Samsunspor den 17. Platz und stieg somit erstmals seit 13 Jahren in die zweite türkische Liga (Bank Asya 1. Lig) ab.

### 2011 erneute Rückkehr in die erste Liga
Am 9. Juli 2010 protestierten die Samsunspor-Anhänger unter Beteiligung aller drei großen Fanclubs, um auf die schlechte finanzielle Lage und sportliche Perspektive aufmerksam zu machen und forderten die Politiker auf, die Mannschaft zu unterstützen.
Nach 30 Spieltagen der Saison 2010/2011 stieg die Mannschaft von Hüseyin Kalpar nach einem 3:0 über Güngören Belediyespor erstmals seit dem Abstieg 2006 wieder in die Süper Lig auf. Der siebte Aufstieg in der Geschichte des Vereins, machte die Mannschaft zum alleiniger Rekordhalter in diesem Bereich, davor teilte man sich den Platz mit Karşıyaka SK. Der Präsident des Vereins gab am 22. März 2012 bekannt, dass der Verein keine Schulden hat.
Bereits im Juni wurde Vladimir Petković als neuer Trainer präsentiert, wobei die Mannschaft personell mit namhaften Spielern verstärkt wurde u. a. Michael Fink und Selim Teber.
Am letzten Tag der Transferperiode wurde die Mannschaft nochmals mit dem Ex-Mainzer Aristide Bancé verstärkt. In der Saison Süper Lig 2011/12 endete die Hinserie mit lediglich 12 Punkten auf dem 17. Tabellenplatz mit einem Rückstand von 4 Punkten auf einen Nichtabstiegsplatz. Für die Rückrunde wurde die Mannschaft durch Murat Ceylan, Serdar Özkan, Uğur Boral und Theofanis Gekas von der Frankfurter Eintracht verstärkt. Am Ende der Saison stieg Samsunspor mit einer Heimniederlage gegen Sivasspor aus der 1. Liga ab.

### Nach dem Abstieg 2012
Nach dem Abstieg Samsunspors im Sommer 2012 geriet der Verein in große finanzielle Schwierigkeiten und konnte seine Spielergehälter nicht bezahlen. Die Situation spitzte sich in der Saison 2014/15 zu und Samsunspor wurde damit konfrontiert, eine Strafe von neun Punkten Abzug zu erhalten. Diese Strafe konnte erst Ende November 2014 nach Zahlung der offen stehenden Gehälter an ehemaligen Spieler wie Theofanis Gekas und André Bahia abgewendet werden.

### Zurück in der Süper Lig 2023
Zur Saison 2023/24 war Samsunspor in die türkische Süper Lig zurückgekehrt. Als das Team Anfang Oktober 2023 auf dem letzten Tabellenplatz lag, wurde am 10. Oktober 2023 Markus Gisdol als neuer Cheftrainer präsentiert. Er erreichte mit der Mannschaft den 13. Tabellenplatz und den Klassenerhalt, verließ aber nach Saisonende den Verein. 
Vor der Saison 2024/25 sahen viele den Club als Abstiegskandidat, Trainer wurde mit Thomas Reis erneut ein Deutscher. Mit ihm sicherte sich Samsunspor hinter Meister Galatasaray Istanbul und Fenerbahce Istanbul sensationell den dritten Tabellenplatz in der türkischen Süper Lig und damit die Qualifikation für die UEFA Europa League.

## Umfeld

### Stadion
Das alte Samsun 19 Mayıs Stadı war ein Mehrzweckstadion im Zentrum der Stadt Samsun wurde abgerissen. Es bot Platz für 19.720 Zuschauer. Ersetzt wurde es 2017 durch das gleichnamige Stadion Samsun 19 Mayıs Stadyumu im Stadtteil Tekkeköy, dieses bietet nun 33.919 Plätze.

### Rivalitäten
Der traditionell größte Rivale ist Trabzonspor. Das erste offizielle Duell zwischen diesen beiden Mannschaften fand 1967 statt. Damals besiegte Samsunspor seinen Gegner mit 1:0. Die erste Austragung dieses Duells gab es jedoch bereits 1955, als die jeweiligen Vorgänger der beiden Mannschaften 19 Mayis und Trabzon Idman Ocagi in Samsun aufeinander trafen. Da die Fans das Feld stürmen wollten, brach der Schiedsrichter die Partie umgehend ab. Doch dieser Zwischenfall war nur der erste der darauf folgenden Skandale.
Der erste größere Zwischenfall ereignete sich 1994, als beide Mannschaften um einen Europapokal-Platz spielten. Durch eine umstrittene rote Karte für Daniel Timofte in der 30. Minute und weitere Entscheidungen brachte der Schiedsrichter die heimischen Fans gegen sich auf. Als es nach 84 Minute noch einen angeblich unberechtigten Elfmeter für die Gäste gab, brachen alle Dämme. Hunderte Fans versuchten, das Spielfeld zu stürmen und den Schiedsrichter zu attackieren. Der damalige Kapitän von Samsunspor Ercan Kologllu half dem Schiedsrichter, unverletzt in die Kabine zu gelangen. Das Spiel wurde 0:3 aus Sicht von Samsunspor gewertet. Zusätzlich gab es eine Drei-Spiele-Sperre, die jedoch nach einem Einspruch auf ein Spiel reduziert wurde.
Die beiden Vereine waren im Jahre 2002 in den größten Schiedsrichterskandal des Türkischen Fußballs verwickelt. Lange Zeit kämpften beide Mannschaften gegen den Abstieg. Im vorentscheidenden Duell zwischen den beiden Mannschaften ging Trabzon auswärts mit 2:0 in Führung. Nach dem Anschlusstreffer wurde den Gastgebern kurz vor Schluss ein Elfmeter aberkannt. Vier Jahre nach diesem Vorfall gab der damalige Schiedsrichter Sadik Ilhan zu, absichtlich keinen Elfmeter gegeben zu haben: „Der MHK-Vorsitzende hat mich vor dem Spiel gewarnt, dass Trabzon dieses Spiel gewinnen solle, und ich habe – obwohl er berechtigt gewesen wäre – keinen Elfmeter gegeben“.
Beim letzten Aufeinandertreffen der beiden Mannschaften im Januar 2012 wurde der Mannschaftsbus von Samsunspor mit Steinen und Messern attackiert.

## Erfolge und Rekorde
- National
  - Ligawettbewerbe
    - Süper Lig
      - Meisterschaftsdritter: 1985/86,  1986/87 und 2024/25
      - Die meisten Tabellenführungen eines Nicht-Meisters[18]
      - Rekord-Auf- und -Absteiger: jeweils 7-mal

    - TFF 1. Lig, ehemals Türkiye 2. Futbol Ligi
      - 7 Aufstiege in die Süper Lig als …
        - Meister bzw. Gruppensieger (Rekord): 1968/69, 1975/76, 1981/82, 1984/85, 1990/91, 1992/93, 2022/23
        - Vizemeister: 2010/11

    - TFF 2. Lig
      - Meister: 2019/20

  - Pokalwettbewerbe
    - Türkischer Pokalfinalist: 1987/88 (1:1 / 0:2 gegen Sakaryaspor)
    - Finalteilnahme Başbakanlık Kupası: 1988 (2:3 gegen Beşiktaş JK)
    - Gewinn des Pokals des Jugend- und Sportministeriums: 1976 (2:1 gegen Bursaspor Amateure)

- International
  - Balkanpokal-Sieger: 1994, Samsunspor ist die letzte Mannschaft die den Balkanpokal gewann.[19]
  - Zweimalige Europapokal-Teilnahmen am UI-Cup: 1997 (Gruppenzweiter) und 1998 (Halbfinale)
  - Einzige türkische Mannschaft, die eine englische Mannschaft in beiden Spielen besiegte: UEFA Intertoto Cup 1998 gegen Crystal Palace

### Club-Rekorde
- Meiste Einsätze: Ercan Koloğlu mit 373 Einsätzen
- Meiste Tore: Serkan Aykut 190[19]
- Höchster Sieg: 8:2 gegen Petrol Ofisi in der Saison 1994/95
- Höchste Niederlage: 1:8 gegen Fenerbahçe in der Saison 1993/94[20]

### Rekordspieler
| Rang                | Name              | Einsätze | Zeitraum  |
| ------------------- | ----------------- | -------- | --------- |
| 01.                 | Ercan Koloğlu     | 310      | 1987–2003 |
| 02.                 | Serkan Aykut      | 289      | 1993–2006 |
| 02.                 | Celil Sağır       | 289      | 1994–2006 |
| 04.                 | İmdat Arslan      | 258      | 1991–2001 |
| 05.                 | Vural Korkmaz     | 234      | 1993–2003 |
| 06.                 | Temel Keskindemir | 228      | 1969–1979 |
| 07.                 | Adem Kurukaya     | 221      | 1969–1979 |
| 08.                 | Kenan Yelek       | 176      | 2000–2006 |
| 09.                 | Alioum Boukar     | 173      | 1995–2006 |
| 10.                 | Mehmet Nas        | 164      | 1997–2004 |
| 11.                 | Ertuğrul Sağlam   | 161      | 1989–2003 |
| Stand: 4. Juni 2022 |                   |          |           |

| Rang                | Name              | Tore | Einsätze | Tore/Spiel |
| ------------------- | ----------------- | ---- | -------- | ---------- |
| 01.                 | Serkan Aykut      | 165  | 289      | 0,57       |
| 02.                 | Tanju Çolak       | 74   | 103      | 0,72       |
| 03.                 | Ertuğrul Sağlam   | 44   | 161      | 0,27       |
| 04.                 | Adem Kurukaya     | 39   | 221      | 0,18       |
| 05.                 | Temel Keskindemir | 35   | 228      | 0,15       |
| 06.                 | Cenk İşler        | 33   | 103      | 0,32       |
| 07.                 | Celil Sağır       | 32   | 289      | 0,11       |
| 08.                 | İlhan Mansız      | 26   | 89       | 0,29       |
| 09.                 | Orhan Kapucu      | 20   | 81       | 0,25       |
| 10.                 | Kaies Ghodhbane   | 18   | 47       | 0,38       |
| 10.                 | Daniel Timofte    | 18   | 127      | 0,14       |
| Stand: 4. Juni 2022 |                   |      |          |            |

## Sportliche Bilanzen

### Ligenzugehörigkeit
- 1. Liga: 1969–1975, 1976–1979, 1982–1983, 1985–1990, 1991–1992, 1993–2006, 2011–2012, seit 2023
- 2. Liga: 1965–1969, 1975–1976, 1979–1982, 1983–1985, 1990–1991, 1992–1993, 2006–2011, 2012–2018, 2020–2023
- 3. Liga: 2018–2020

### Saisonergebnisse (Süper Lig)
| Saison  | Platz      | S  | S  | U  | N  | T  | K  | P  |
| ------- | ---------- | -- | -- | -- | -- | -- | -- | -- |
| 1969/70 | 6          | 30 | 11 | 9  | 10 | 24 | 28 | 31 |
| 1970/71 | 10         | 30 | 10 | 9  | 11 | 29 | 33 | 29 |
| 1971/72 | 13         | 30 | 5  | 15 | 10 | 14 | 21 | 25 |
| 1972/73 | 12         | 30 | 8  | 10 | 12 | 21 | 40 | 26 |
| 1973/74 | 8          | 30 | 10 | 8  | 12 | 24 | 30 | 28 |
| 1974/75 | 15 ▼       | 30 | 7  | 10 | 13 | 24 | 31 | 24 |
| 1976/77 | 10         | 30 | 8  | 12 | 10 | 19 | 22 | 28 |
| 1977/78 | 14         | 30 | 8  | 8  | 14 | 25 | 36 | 24 |
| 1978/79 | 15 ▼       | 30 | 6  | 8  | 16 | 18 | 37 | 20 |
| 1982/83 | 16 ▼       | 34 | 10 | 8  | 16 | 37 | 49 | 28 |
| 1985/86 | 3          | 36 | 19 | 10 | 7  | 57 | 25 | 48 |
| 1986/87 | 3          | 36 | 19 | 11 | 6  | 56 | 22 | 49 |
| 1987/88 | 4          | 38 | 17 | 9  | 12 | 43 | 41 | 60 |
| 1988/89 | Ungewertet | 18 | 4  | 7  | 7  | 12 | 16 | 19 |
| 1989/90 | 16 ▼       | 34 | 7  | 6  | 21 | 24 | 50 | 27 |
| 1991/92 | 16 ▼       | 30 | 4  | 6  | 20 | 26 | 62 | 18 |
| 1993/94 | 5          | 30 | 15 | 5  | 10 | 53 | 47 | 50 |
| 1994/95 | 8          | 34 | 12 | 9  | 13 | 54 | 60 | 45 |
| 1995/96 | 8          | 34 | 12 | 7  | 15 | 46 | 46 | 31 |
| 1996/97 | 9          | 34 | 12 | 9  | 13 | 49 | 52 | 45 |
| 1997/98 | 5          | 34 | 14 | 7  | 13 | 42 | 42 | 49 |
| 1998/99 | 10         | 34 | 11 | 8  | 15 | 38 | 53 | 41 |
| 1999/00 | 7          | 34 | 16 | 4  | 14 | 51 | 43 | 52 |
| 2000/01 | 8          | 34 | 13 | 9  | 12 | 55 | 52 | 48 |
| 2001/02 | 15         | 34 | 10 | 8  | 16 | 32 | 43 | 38 |
| 2002/03 | 12         | 34 | 10 | 9  | 15 | 42 | 59 | 39 |
| 2003/04 | 7          | 34 | 13 | 7  | 14 | 45 | 47 | 46 |
| 2004/05 | 12         | 34 | 10 | 8  | 16 | 40 | 55 | 38 |
| 2005/06 | 17 ▼       | 34 | 9  | 9  | 16 | 45 | 62 | 36 |
| 2011/12 | 16 ▼       | 34 | 9  | 9  | 16 | 36 | 47 | 36 |
| 2023/24 | 13         | 38 | 11 | 10 | 17 | 42 | 52 | 43 |
| 2024/25 | 3          | 36 | 19 | 7  | 10 | 55 | 41 | 64 |

## Kader Saison 2024/25
| Nr. |               | Position | Name               |
| --- | ------------- | -------- | ------------------ |
| 1   | Turkei        | TW       | Okan Kocuk         |
| 25  | Turkei        | TW       | Efe Berat Törüz    |
| 45  | Turkei        | TW       | Halil Yeral        |
| 64  | Turkei        | TW       | Taha Tosun         |
| 2   | Guinea-Bissau | AB       | Nanu               |
| 4   | Niederlande   | AB       | Rick van Drongelen |
| 16  | England       | AB       | Marc Bola          |
| 17  | Ghana         | AB       | Kingsley Schindler |
| 18  | Turkei        | AB       | Zeki Yafru         |
| 28  | Turkei        | AB       | Soner Gönül        |
| 37  | Slowakei      | AB       | Lubomír Šatka      |
| 55  | Turkei        | AB       | Yunus Emre Çift    |
| 66  | Turkei        | AB       | Elano Yegen        |
| 96  | Turkei        | AB       | Bedirhan Çetin     |

| Nr. |            | Position | Name                   |
| --- | ---------- | -------- | ---------------------- |
| 5   | Turkei     | MF       | Celil Yüksel           |
| 6   | Marokko    | MF       | Youssef Aït Benasser   |
| 7   | Albanien   | MF       | Arbnor Muja            |
| 8   | Turkei     | MF       | Soner Aydoğdu          |
| 10  | Kamerun    | MF       | Olivier Ntcham         |
| 11  | Turkei     | MF       | Emre Kılınç            |
| 12  | Turkei     | MF       | Alper Efe Pazar        |
| 13  | Frankreich | MF       | Flavien Tait           |
| 20  | Turkei     | MF       | Muhammet Ali Özbaskıcı |
| 21  | Danemark   | MF       | Carlo Holse            |
| 9   | Tschad     | ST       | Marius Mouandilmadji   |
| 14  | Belgien    | ST       | Landry Dimata          |
|     | Turkei     | ST       | Berhan Deniz           |

Letzte Aktualisierung: 15. Juni 2025

## Ehemalige

### Bekannte Fußballspieler
Einer der erfolgreichsten türkischen Torjäger aller Zeiten, Tanju Çolak, der einst auch den goldenen Schuh gewann, begann seine Profikarriere bei Samsunspor. İlhan Mansız, der ehemalige Nationalspieler, der bei der WM 2002 in Japan und Südkorea erfolgreich mitwirkte und inzwischen seine aktive Laufbahn beendet hat, machte ebenfalls bei Samsunspor erstmals auf sich aufmerksam.
Mit Serkan Aykut, der mit 190 Toren die meisten Tore in der Geschichte für Samsunspor erzielte, davon 165 in der Süper Lig, brachte der Verein einen weiteren Torschützenkönig hervor. In der Saison 1999/2000 wurde er mit 30 Treffern Torschützenkönig. Auch er gehört zu den erfolgreichsten türkischen Süper-Lig-Torjägern aller Zeiten an.

### Fußballtrainer (Auswahl)
- Lefter Küçükandonyadis (1970 und 1971–1972)
- Abdullah Gegic (1978–1979)
- Yılmaz Vural (1989)
- Horst Hrubesch (1997)
- Jozef Jarabinský (1997–1998)
- Erdoğan Arıca (1999–2000 und 2005–2006)
- Gheorghe Mulțescu (2003)
- Ertuğrul Sağlam (2003–2005 und 2019–2021)
- Hüseyin Kalpar (2009–2011)
- Vladimir Petković (2011–2012)
- Mesut Bakkal (2012)
- Ümit Özat (2015–2016)
- Osman Özköylü (2016–2017)
- Alpay Özalan (2017)
- Engin İpekoğlu (2017–2018)
- Markus Gisdol (2023–2024)
- Thomas Reis (seit 2024)[22][19]

### Präsidenten
| Zeitraum                            | Präsident          |
| ----------------------------------- | ------------------ |
| 6. Juli 1965 – 27. Februar 1968     | Kadri Ersan        |
| 28. Februar 1968 – 31. Mai 1971     | Yılmaz Ulusoy      |
| 1. Juni 1971 – 13. März 1972        | Nüzhed Ulusoy      |
| 14. März 1972 – 28. Juni 1973       | Bülent Semizoğlu   |
| 29. Juni 1973 – 20. Januar 1974     | Fevzi Tombuloğlu   |
| 21. Januar 1974 – 1. April 1974     | Bülent Semizoğlu   |
| 2. April 1974 – 5. Juni 1979        | Fehmi Sağlamer     |
| 6. Juni 1979 – 25. Februar 1982     | Ender Cengiz       |
| 26. Februar 1982 – 19. Februar 1984 | Hüseyin Altuncu    |
| 20. Februar 1984 – 23. April 1989   | Hasbi Menteşoğlu   |
| 24. April 1989 – 16. Juni 1991      | Hakkı Tomaç        |
| 17. Juni 1991 – 31. Mai 1992        | Aslan Çınar        |
| 1. Juni 1992 – 20. Juni 2001        | İsmail Uyanık      |
| 21. Januar 2001 – 25. Juni 2002     | Yusuf Ziya Yılmaz  |
| 26. Juni 2001 – 20. Juni 2005       | İsmail Uyanık      |
| 26. Juli 2005 – 1. Juli 2006        | Adnan Ölmez        |
| 1. Juli 2006 – 13. August 2007      | Mazhar Başoğlu     |
| 13. August 2007 – 12. Juli 2008     | Sezgin Gümüş       |
| 12. Juli 2008 – 13. April 2009      | Fuat Köktaş        |
| 13. April 2009 – 30. Juli 2010      | Hakkı Tomaç        |
| 30. Juli 2010 – 4. Juni 2011        | Erkut Tutu         |
| 4. Juni 2011 – 21. Juli 2012        | Kazım Gürol Yılmaz |
| 21. Juli 2012 – 27. Dezember 2014   | Emin Kar           |
| 27. Dezember 2014 – 2. Juni 2018    | Erkut Tutu         |